# 林崇德
林崇德（1941年—），男，浙江象山人，中国儿童和教育心理学家，曾任中国心理学会理事长，中国教育学会常务理事。曾主编《中国少年儿童百科全书》。